# سوتشيفو
سوتشيفو (بالإيطالية: Succivo) هي كومونا في مقاطعة كزرتة في منطقة كمبانية الإيطالية، وتقع على بعد 15 كيلومترًا (9 ميل) شمال نابولي و13 كيلومترًا (8 ميل) جنوب غرب كزرتة.